# Thomson River (Latrobe River)
Der  Thomson River ist ein Fluss in Gippsland im australischen Bundesstaat Victoria.
Seine Quelle liegt unterhalb Newlands in der Nordwestecke des Baw-Baw-Plateaus auf einer Höhe von 972 m. Sein Einzugsgebiet grenzt an die des Yarra River und des Tanjil River. Die Mündung des Thomson River in den Latrobe River liegt südlich von Sale in einer Höhe von 1,55 m. Somit überwindet er rund 970 m Höhenunterschied auf etwa 170 km Länge.
1840 wurde der Fluss von Angus McMillan nach Sir Edward Thomson, Kolonialsekretär in Sydney, benannt.
In der zweiten Hälfte des 19. Jahrhunderts und Anfang des 20. Jahrhunderts wurde im Thomson Valley intensiv nach Gold geschürft. Der Prospektor Ned Stringer entdeckte größere Mengen an alluvialem Gold an der Mündung des heutigen Stringers Creek in den Thomson River. Etwas weiter oben an diesem Bach wurde die Goldsuchersiedlung Walhalla gegründet.
Bald nach der Quelle ist der Thomson River an der Thomson-Talsperre aufgestaut. Dieser Stausee deckt 60 % des Trinkwasserbedarfs von Melbourne. So wird etwa die Hälfte der natürlichen Wassermenge vom Fluss abgeleitet, was flussabwärts zu größeren Umweltproblemen führt. Insbesondere sind die Gippsland-Seen vom Wassermangel betroffen. Immerhin wurde sie als international wichtiges Feuchtgebiet nach der Ramsar-Konvention klassifiziert.